# Ryszard Glac
Ryszard Glac (ur. 1952) – polski koszykarz, występujący na pozycji skrzydłowego, reprezentant kraju, dwukrotny medalista mistrzostw Polski.

## Osiągnięcia
Na podstawie, o ile nie zaznaczono inaczej.
Klubowe
- Mistrz Polski (1978)
- Brązowy medalista mistrzostw Polski (1975)
- Zdobywca Pucharu Polski (1976, 1978)
- Awans do najwyższej klasy rozgrywkowej z Legią Warszawa (1973)